# Вилхелм (Верле)
Вилхелм фон Верле (на немски: Wilhelm von Werle, Fürst zu Wenden; * пр. 1393 или 1394; † 8 септември 1436) от Дом Мекленбург, е последният регент, от 1418 до 1436 г. сърегент, след това от 1425 г. сам господар на Господство Верле, от 1426 г. има титлата княз фон Венден.

## Произход и наследство
Той е третият син на Лоренц господар на Верле-Гюстров (1339 – 1393) и съпругата му Мехтилд фон Верле-Голдберг († 1402), дъщеря на Николаус IV господар на Верле-Голдберг († 1354) и първата му съпруга Агнес фон Линдау-Рупин († сл. 1367). Баща му е син на Николаус III господар на Гюстров († 1360) и първата му съпруга Агнес фон Мекленбург (1320 – 1340), дъщеря на княз Хайнрих II фон Мекленбург. По-малък брат е на Балтазар († 1421) и на Йохан VII († 1414).
През 1425 г. той наследява Христоф, господар на Верле-Голдберг и Варен. Със смъртта на Вилхелм през 1436 г. без мъжки наследници господството Верле (княжеството Венден) отива на херцог Хайнрих IV, обратно на Мекленбургската династия.
Вилхелм фон Верле е погребан в катедралата на Гюстров.

## Фамилия
Първи брак: през 1422 г. с принцеса Анна фон Анхалт († пр. 13 юни 1426), дъщеря на княз Албрехт IV фон Анхалт-Кьотен и Елизабет фон Мансфелд. Те нямат деца.
Втори брак: след смъртта на първата му съпруга се жени през 1426/1427 г. за София от Померания († сл. 17 март 1453), дъщеря на херцог Вартислав VIII от Померания и Агнес фон Саксония-Лауенбург.  Те имат една дъщеря:
- Катарина († 1475/1480), омъжена 1454 за херцог Улрих II фон Мекленбург-Щаргард (1428 – 1471).